# Claroteidae
Claroteidae – rodzina słodkowodnych ryb sumokształtnych (Siluriformes). Obejmuje ponad 60 gatunków, klasyfikowanych wcześniej w obrębie rodziny bagrowatych (Bagridae), a obecnie – na podstawie badań molekularnych – wyodrębnianych do Claroteidae. Ślady kopalne Chrysichthys znane są z pliocenu Ugandy.

## Zasięg występowania
Afryka.

## Cechy charakterystyczne
Ryby z tej rodziny mają ciało umiarkowanie wydłużone, z 4 parami wąsików, płetwą tłuszczową i mocnymi kolcami w płetwach piersiowych i grzbietowej.

## Klasyfikacja
Rodzaje zaliczane do Claroteidae:
- Amarginops — Bathybagrus — Chrysichthys — Clarotes — Gephyroglanis — Lophiobagrus — Paradiglanis — Phyllonemus

oraz wymarły, monotypowy rodzaj †Eaglesomia, do którego należy:
- †Eaglesomia eaglesomei

Niektórzy zaliczają tu – w randze podrodziny Auchenoglanidinae – rodzaje wyodrębniane do Auchenoglanididae.
Rodzajem typowym rodziny Claroteidae jest Clarotes.